# Oman, Iambol
Oman (în bulgară Оман) este un sat în comuna Bolearovo, regiunea Iambol,  Bulgaria. 

## Demografie
Componența etnică a satului Oman
     Bulgari (91,35%)
     Romi (8,64%)
     Nicio identificare (0%)
     Altele (0%)
La recensământul din 2011, populația satului Oman era de 81 locuitori. Din punct de vedere etnic, majoritatea locuitorilor (91,35%) erau bulgari, cu o minoritate de romi (8,64%). Pentru 0% din locuitori nu este cunoscută apartenența etnică.